# Beilschmiedia brunnea
Beilschmiedia brunnea är en lagerväxtart som beskrevs av B.P.M. Hyland. Beilschmiedia brunnea ingår i släktet Beilschmiedia och familjen lagerväxter. Inga underarter finns listade i Catalogue of Life.